# Microgaster zhaoi
Microgaster zhaoi är en stekelart som beskrevs av Xu och He 1997. Microgaster zhaoi ingår i släktet Microgaster och familjen bracksteklar. Inga underarter finns listade i Catalogue of Life.